# Майя (мать Будды)
Майя (или Махамайя — «Великая Майя» — санскр., пали) — мать Сиддхартхи Гаутамы Шакьямуни Будды (603—563 г.г. до н. э.)
Упоминается как в тхеравадинских текстах, так и в махаянских текстах (Палийский канон, «Буддачарита» Ашвагхоши и др.)
Была женой Шуддходаны, раджи одного из северо-индийских княжеств, отца Будды Сиддхартхи Гаутамы.
«Буддачарита»\Жизнь Будды, одно из канонических писаний северного буддизма \пер. К. Бальмонта\, гл. 1:
Дух снизошёл и в чрево к ней вошёл,

Коснувшись той, чей лик — Царица Неба.

Мать, матерь, но свободная от мук,

Свободная от заблуждений Майя,

Не возлюбя шумливости мирской,

Воспомнила она сады Руммини,

Пленительное место, тихий лес,

Где источают влагу ручейки,

Цветут цветы и копят сок плоды…

Там, в Руммини (Люмбини), она безболезненно родила Будду Сиддхартху (тогда ещё «просто» царевича).
После рождения Сиддхартхи, умерла на седьмой день.
Согласно «Буддачарите» Будда Гаутама «проповедовал матери», которая тогда пребывала на одном из небес и дэвам (божествам индийского пантеона) вскоре после Пробуждения (Бодхи).
В память этого на Шри Ланке, в Бирме, Таиланде и ряде других буддийских стран ежегодно отмечается праздник (одно из полнолуний).
Фигура Майи очень важна в буддийском пантеоне. Её «признают» как северные буддисты (махаяна), так и южные (тхеравада).
Имя её ежедневно упоминают в своих чтениях литургического характера (отрывках из канона, читаемых ежедневно) миллионы монахов и мирян-буддистов по всему миру.